# Boris Becker
Boris Franz Becker (n. 22 noiembrie 1967, Leimen, Republica Federală Germania, Germania) este un fost jucător profesionist de tenis din Germania. A câștigat 49 de turnee la simplu și 6 Grand-Slam, medaliat cu aurul olimpic și cel mai tânăr câștigător al turneului de la Wimbledon. De la retragerea sa din circuitul profesionist de tenis, a rămas o figură cunoscută prin aparițiile media și aspecte foarte colorate ale vieții private.

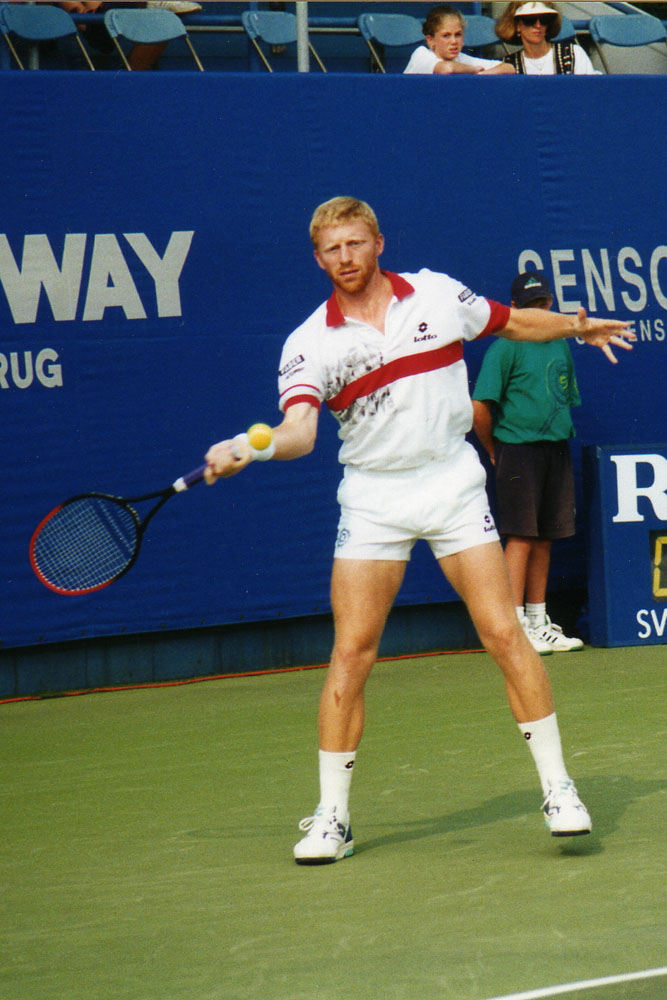
Boris Becker